# Britney's New Look
Britney's New Look is de tweede aflevering van seizoen twaalf van South Park die op 19 maart 2008 is uitgezonden op Comedy Central. Delen van het verhaal hebben enige gelijkenis met het ballet Le sacre du printemps, een compositie van Igor Stravinsky.

## Verhaal
Stan, Kyle, Cartman en Butters kijken verveeld naar het Democratische debat tussen Barack Obama en Hillary Clinton met Randy wanneer het programma wordt onderbroken door een nieuwsbericht: Britney Spears is gezien in South Park en een man heeft $100.000 gekregen voor een foto van Britney waarop ze op een lieveheersbeestje plast.
De jongens willen ook zoveel geld krijgen en besluiten een foto van Britney te nemen waarop ze op een eekhoorn (Butters in kostuum) poept. Ze weten in het plaatselijke hotel te komen waar Britney verblijft door tegen een bewaker te zeggen dat ze haar kinderen zijn.
Britney wil haar kinderen graag zien, maar dan ziet ze dat het haar kinderen niet zijn en wordt ze depressiever. Uiteindelijk is het zo erg geworden dat ze besluit zelfmoord te plegen door zichzelf in het hoofd te schieten met een geweer. De jongens zijn hierdoor geschrokken en Cartman en Butters rennen weg. Stan en Kyle blijven echter in de kamer totdat de bewaking komt.
Wonderlijk genoeg overleeft Britney het, ook al is ze twee derde deel van de haar hoofd kwijtgeraakt. Stan en Kyle komen haar opzoeken in het ziekenhuis om hun excuses aan te bieden. Wanneer een paparazzo in de kamer weet te komen neemt Britney's manager Stan, Kyle en Britney mee naar zijn auto om aan de paparazzi te ontsnappen, maar worden onderschept. Ze weten te ontsnappen en vluchten naar de studio. In de studio gaan ze een lied van Britney opnemen. Ze kan echter maar nauwelijks praten. Stan en Kyle zijn blijkbaar de enigen die zien dat Britney 2/3 deel van haar hoofd mist. Haar manager en fans denken dat ze is aangekomen.
De jongens proberen Britney (vermomd) naar de Noordpool te brengen per trein. De treinconducteur ziet echter dat dat Britney is (hij noteert ook dat ze een cameltoe heeft). De trein stopt midden in een dorp. Stan, Kyle en Britney zijn helemaal omringd door paparazzi. De dorpsbewoners vertellen dat ze haar dood willen hebben om haar te offeren voor een goede maïsoogst. Steeds meer mensen komen erbij waaronder de ouders van Stan en Kyle. Ze gaan haar net zo lang fotograferen totdat ze dood is.
Maanden later, heeft South Park een goede maisoogst wanneer ze in de supermarkt zijn. Een nieuwsbericht op tv informeert de dorpsbewoners dat Miley Cyrus (ster van Hannah Montana) een superster is geworden. De mensen in de supermarkt zien haar als hun volgende doelwit en beginnen met het zingen van een Latijns lied. Stan en Kyle zien geen betere optie om met hen mee te doen.